# Юганна Скоттгейм
Юганна Скоттгейм — шведська біатлоністка.